# Stalita
Stalita is een geslacht van spinnen behorend tot de familie celspinnen (Dysderidae).

## Soorten
- Stalita hadzii Kratochvíl, 1934
- Stalita inermifemur Roewer, 1931
- Stalita pretneri Deeleman-Reinhold, 1971
- Stalita taenaria Schiødte, 1847